# Katherine Oppenheimerová
Katherine „Kitty“ Oppenheimerová (rozená Pueningová, 8. srpna 1910 Recklinghausen – 27. října 1972 Panama City) byla německo-americká bioložka a botanička.
Provdala se několikrát. Byla například manželkou aktivisty Josepha Dalleta, který ji ovlivnil natolik, že se stala členkou Komunistické strany Spojených států amerických. Jejím posledním manželem byl fyzik Robert Oppenheimer, během druhé světové války ředitel laboratoře Projektu Manhattan v Los Alamos, který ji přivedl zpět k uplatnění jejího vzdělání bioložky.  

## Mládí a studia
Katherine Vissering Puening se narodila 8. srpna 1910 v Recklinghausenu ve Vestfálsku v Prusku jako jediné dítě Franze Pueninga a jeho manželky Käthe Vissering. Její otec byl metalurgický inženýr a vynalezl nový druh vysoké pece. Získal zaměstnání u ocelářské společnosti v Pittsburghu ve Spojených státech. Rodina tam odcestovala 14. května 1913 a usadila se na předměstí Aspinwall v Pensylvánii.
Katherine se po absolvování Aspinwall High School v červnu 1928 zapsala na University of Pittsburgh. Žila doma a navštěvovala kurzy matematiky, biologie a chemie.

## Manželství s Josephem Dalletem

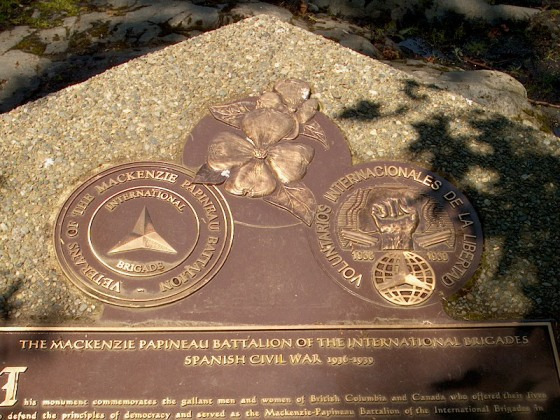
Detail plakety památníku praporu Mackenzie-Papineau, Victoria

V roce 1933 se Katherine setkala s Josephem Dalletem, synem bohatého obchodníka z Long Islandu, který navštěvoval Dartmouth College. Ten v roce 1929 vstoupil do Komunistické strany Ameriky a účastnil se protestu k Mezinárodnímu dni nezaměstnanosti v Chicagu 6. března 1930, který byl brutálně potlačen úřady. Kandidoval také na starostu Youngstownu na kandidátce komunistické strany, ale nebyl zvolen.
V červnu 1936 se rozešli. Katherine odešla ke svým rodičům do Claygate, kde pracovala jako překladatelka z němčiny do angličtiny. Když se s Dalletem opět setkala, smířili se a oba odjeli do Španělska. Tam se připojili k praporu Mackenzie-Papineau, jednotce složené z amerických a kanadských dobrovolníků, kteří bojovali jako součást XV. mezinárodní brigády na republikánské straně ve španělské občanské válce. Katherine však onemocněla cystami na vaječnících. Když se po operaci zotavila, přišla zpráva, že Dallet byl zabit v boji 17. října 1937. Jeho dopisy pro ni byly publikovány jako Dopisy ze Španělska od Joe Dalleta, amerického dobrovolníka, jeho ženě (1938).

## Manželství s Richardem Stewartem Harrisonem
Po smrti svého manžela se Katherine vrátila do New Yorku a zapsala se na University of Pennsylvania. Tam se seznámila s Richardem Stewartem Harrisonem, lékařem s titulem z Oxfordské univerzity, který právě dokončoval stáž v USA. Vzali se 23. listopadu 1938. Brzy poté Harrison odjel do Pasadeny v Kalifornii na rezidenci na Kalifornském technologickém institutu (Caltech). Ona zůstala ve Filadelfii, aby dokončila bakalářský titul v botanice a poté jí bylo nabídnuto postgraduální výzkumné stipendium na Kalifornské univerzitě v Los Angeles. Tam spolupracovala s fyzikem Charlesem Lauritsenem v rentgenové laboratoři pro experimentální výzkum léčby rakoviny.

## Manželství s Robertem Oppenheimerem

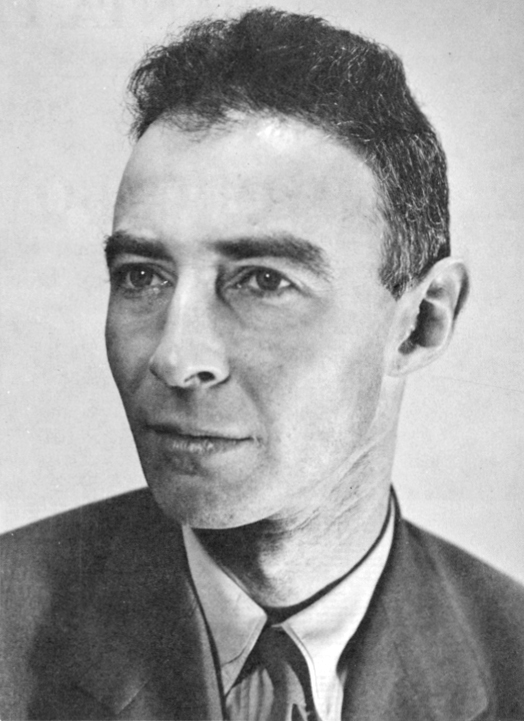
Oficiální portrét Roberta Oppenheimera, prvního ředitele Národní laboratoře v Los Alamos.

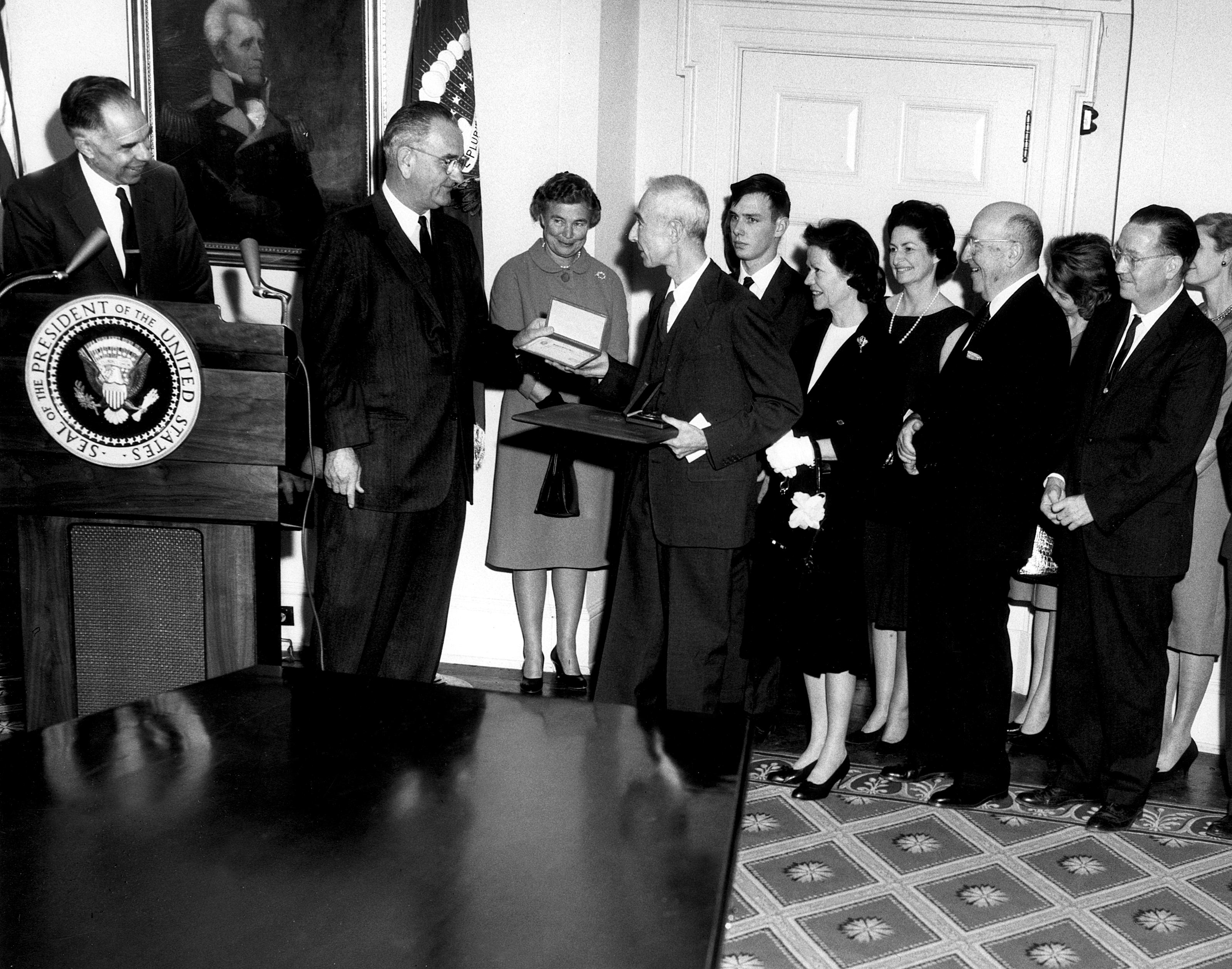
Katherine Oppenheimerová (šestá zleva) při předávání Fermiho ceny svému manželovi v roce 1963.

V srpnu 1939 se setkala s fyzikem Robertem Oppenheimerem, který učil část roku na Caltechu. Začala se s ním stýkat, přestože Oppenheimer zároveň chodil s několika dalšími ženami, z nichž některé byly vdané. Katherine otěhotněla a tak se dohodli na sňatku. Musela se však nejprve rozvést. Rozvod byl dokončen 1. listopadu 1940 a Katherine se provdala za Oppenheimera následující den v civilním obřadu ve Virginia City v Nevadě. Jejich syn Peter se narodil v Pasadeně 12. května 1941. Poté se vrátili do Berkeley, koupili si nový dům na One Eagle Hill s výhledem na Golden Gate. Kitty tam pracovala na Kalifornské univerzitě jako laboratorní asistentka.
V prosinci 1941 vstoupily Spojené státy do druhé světové války a Oppenheimer byl pověřen zajistit zaměstnance pro Projekt Manhattan, což byl tajný vývoj atomové bomby. 16. března 1943 se rodina přestěhovala do Los Alamos v Novém Mexiku. Katherine využila své vzdělání biologa k práci pro ředitele zdravotní skupiny v Los Alamos, Louise Hempelmanna, který prováděl krevní testy k posouzení nebezpečí radiace.
V roce 1944 Kitty znovu otěhotněla. Dceru, která se narodila 7. prosince 1944, pojmenovala po své matce Käthe. Všichni jí však nazývali Toni.

## Život po válce
S koncem války v roce 1945 se Oppenheimer stal celebritou. V listopadu 1945 opustil Los Alamos a vrátil se k výuce na Caltech. V roce 1947 přijal nabídku Lewise Strausse, aby se ujal vedení Institutu pro pokročilá studia v Princetonu v New Jersey.
V té době Katherine bojovala s alkoholismem a utrpěla sérii zlomenin z opileckých pádů a autonehod. Také dost kouřila a brala mnoho léků, neboť trpěla pankreatitidou.
V roce 1952 jejich dcera Toni onemocněla obrnou a lékaři navrhli teplejší klima. Rodina odletěla do Karibiku. Robert a Katherine tam objevili společnou lásku k plachtění a Toni se brzy zotavila.
6. ledna 1967 byla Robertovi Oppenheimerovi diagnostikována neoperovatelná rakovina a 18. února 1967 zemřel. Katherine nechala jeho ostatky zpopelnit a hodila je do moře blízko jejich bydliště.
Brzy se seznámila s Robertem Serberem, jehož manželka Charlotte spáchala sebevraždu v květnu 1967. Měli společné zájmy a v roce 1972 zakoupili loď s úmyslem plavit se Panamským průplavem a do Japonska přes Galapágy a Tahiti. Vydali se na cestu, ale Katherine onemocněla. Byla převezena do nemocnice Gorgas v Panama City v Panamě, kde 27. října 1972 zemřela na embolii. Robert Serber a její dcera Toni nechali její ostatky zpopelnit a popel rozptýlili poblíž jejího manžela Roberta.